# Gymnadenia conopsea
Gymnadenia conopsea (L.) R.Br. (1813) es una especie de orquídea de  hábito terrestre. 

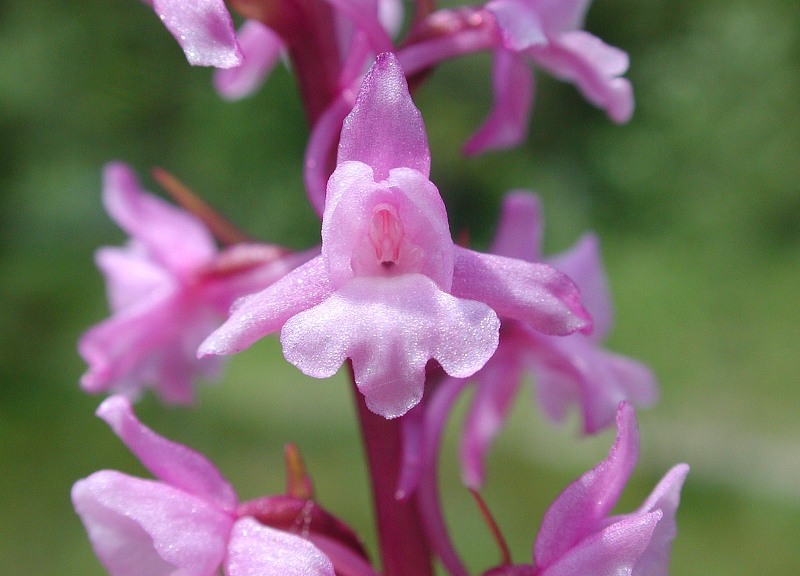
Flores

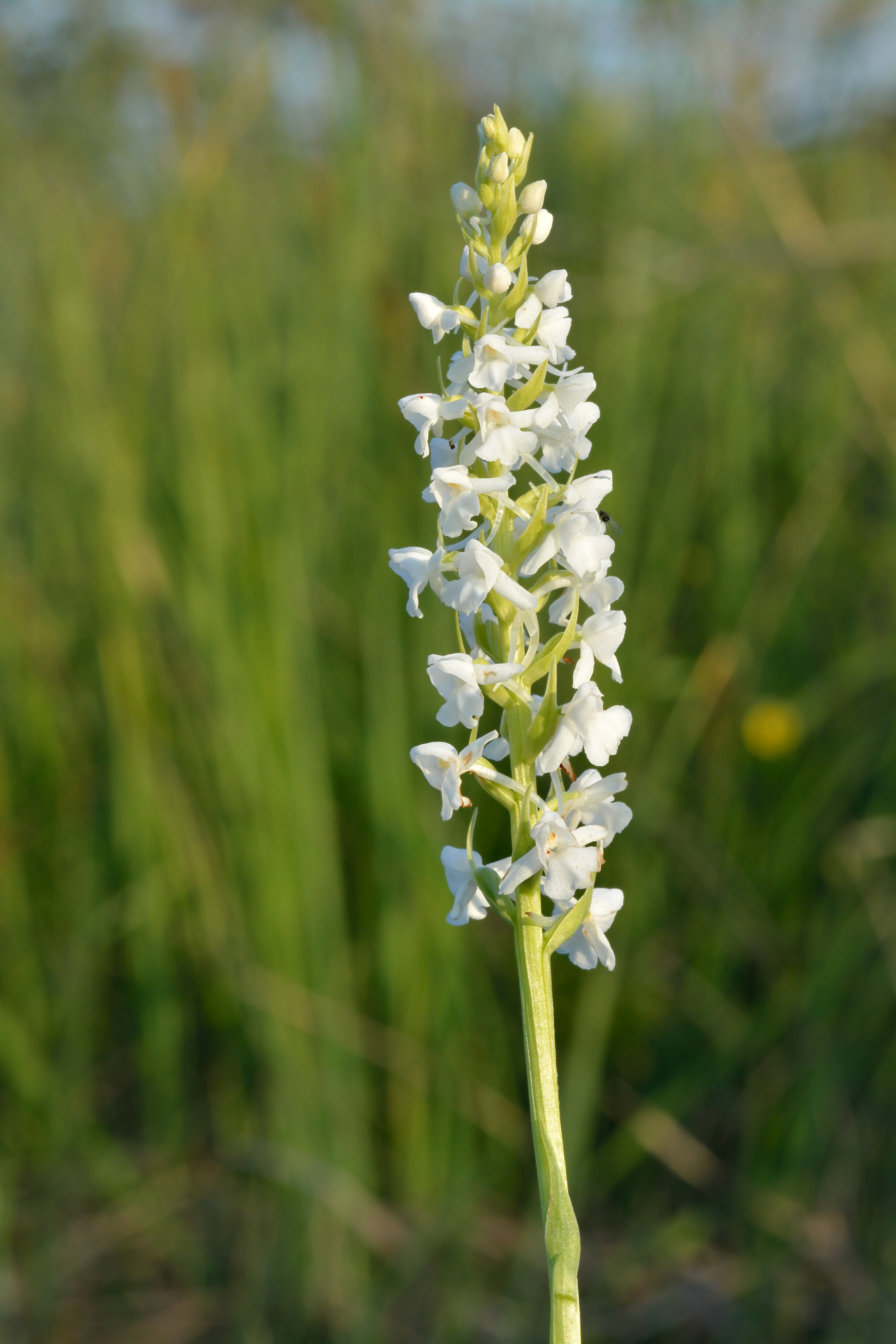
Gymnadenia conopsea var. alba

## Descripción
Tiene una flor que tiene un olor similar al clavo. Se distingue por tener tres lóbulos en el labio y largas espuelas, similar a la Aguileña. Las hojas son lanceoladas y estrechas.

## Distribución
Es nativa del centro de Europa hasta Asia. Se encuentran en Dinamarca, Gran Bretaña, Irlanda, Noruega, Suecia, Austria, Bélgica, Checoslovaquia, Alemania, Hungría, Países Bajos, Suiza, Polonia, España, Baleares, Portugal, Francia, Italia, Sicilia, Yugoslavia, Albania, Grecia, Rumanía, Bulgaria, Ucrania, Rusia, Siberia, Irán, Turquía, China, Mongolia, Corea y Japón en los suelos calcáreos, en los pastizales a altitudes de hasta 2800 m s. n. m.

## Hábitat
Esta especie tiene de hábitat terrenos calizos,  pastizales y pantanos  en todo el norte de Europa, donde las flores surgen en el verano, entre junio y julio.

## Taxonomía

### Nombres comunes
- Español: orquídea fragante
  - dedos citrinos, palma christi.[1]

### Sinonimia
- Gymnadenia alpina (Turcz. ex Rchb.f.) Czerep. 1981
- Gymnadenia anisoloba Peterm. 1849
- Gymnadenia comigera Rchb. 1830
- Gymnadenia gracillima Schur 1871
- Gymnadenia ibukiensis Makino 1912
- Gymnadenia orchidis var. pantlingii Renz 2001
- Gymnadenia ornithis Rich. 1818
- Gymnadenia psuedoconopsea Gren. Rouy 1912
- Gymnadenia pyrenaica Giraudias 1882
- Gymnadenia sibirica Turcz. ex Lindl. 1835
- Gymnadenia splendida Dworschak 2002
- Gymnadenia splendida subsp. odorata Dworschak 2002
- Gymnadenia transsilvanica Schur 1866
- Gymnadenia vernalis Dworschak 2002
- Gymnadenia wahlenbergii Afzel. ex Rchb.f. 1851
- Habenaria conopsea (L.) Benth. (1880)
- Habenaria gymnadenia Druce 1897
- Orchis conopea Gras 1862
- Orchis conopsea L. 1753
- Orchis cornopica Mill. 1768
- Orchis ornithis Jacq. 1774
- Orchis peloria Foucault ex Poir. 1816
- Orchis pseudoconopea Gren. 1869
- Orchis pseudo-conopsea Gren. 1865
- Orchis pseudoconopsea J.Parm. 1894
- Orchis setacea Gilib. 1792
- Orchis suaveolens Salisb. 1796
- Satyrium conopseum (L.) Wahlenb. 1826[2]